# Hurikán Keith (2000)
Hurikán Keith byl nejhorším hurikánem atlantické hurikánové sezóny 2000. Zabil 62 lidí a škoda byla 319 000 000 amerických dolarů. Zformoval se 28. září na západě Karibského moře. Rozptýlil se na území Mexika 6. října. Spolu s hurikánem Isaac to byl nejsilnější hurikán sezóny. Jeho nejvyšší rychlost byla 220 km/h.

## Postup
Hurikán se zformoval 28. září jako tropická deprese. Deprese postupně zesilovala a následujícího dne se z ní stala tropická bouře. Když bouře postupovala severozápadně, stále zesilovala. 30. září z ní byl hurikán 1. stupně. Keith krátce poté začala prudce zesilovat. Do méně než dne bouře překonala hranici hurikánu kategorie 4. Keith se začala nevyzpytatelně klikatit nedaleko pobřeží Belize, kde začala značně slábnout. 
K pobřeží Belize dorazil jako hurikán 1. stupně. Ten opět zeslábl na tropickou bouři. Zatímco se přibližoval do středu poloostrova Yucatán, opět zeslábl a stala se z něj tropická deprese. Jakmile se ale dostal znovu nad Mexický záliv, opět zesílil a později to byla zase tropická bouře. 5. října  narazil na pobřeží Mexika jako hurikán 1. stupně.